# Дело йеменских детей
Дело йеменских детей (ивр. פרשת ילדי תימן‎) — история исчезновения более тысячи детей евреев-репатриантов, в основном — из Йемена, в Израиле в период с 1948 по 1954 годы.
Семьи еврейских иммигрантов из Йемена, которых расселили во временных лагерях, в основном были многодетными, и тысячи приехавших в Израиль их детей были очень слабы и страдали многочисленными заболеваниями. В то время в Израиле свирепствовала эпидемия полиомиелита, поэтому при малейшем подозрении на полиомиелит детей изолировали, зачастую без каких-либо сопроводительных документов. Большинство родителей детей, которым сообщали, что их дети умерли, не присутствовали на похоронах и не получали свидетельства о смерти. Многие дети действительно умирали в больницах, однако практически никто не занимался поисками семей выживших «безымянных» детей, и их отдавали на усыновление. Родителей, которым говорили, что их дети умерли, тревожили подозрения, что на самом деле их ребенка тайно передали бездетной семье. Число таких якобы похищенных детей, по разным данным, составляет от нескольких сотен до нескольких тысяч из более 50 тысяч йеменских евреев, репатриировавшихся в 1948—1950 гг. и позднее. В 2017 году к правительству Израиля был подан иск о взыскании денег за пропажу 1050 детей.
Согласно правительственной версии, базирующейся на результатах трёх комиссий по расследованию, проверивших 1 030 заявлений о случаях исчезновения, большинство детей действительно умерли, но были похоронены без ведома и участия родителей, и без проведения погребальных обрядов иудаизма. Согласно директору Государственного архива Израиля Яакову Лозовику, «нет никаких документов, которые бы указывали или даже намекали на правительственную политику похищения детей для усыновления».
В 2018 году был принят закон, разрешающий эксгумацию детей выходцев из Йемена для проведения генетической экспертизы. В 2022 году была вскрыта могила годовалого Йосефа Меламеда. Генетическая экспертиза подтвердила, что останки принадлежат именно ему. В 2023 году были вскрыты две могилы: одна на кладбище Сегула в Петах-Тикве (останков обнаружено не было), другая — на Старом кладбище в Нетании. Ведется экспертиза.